# نهر أراكوي
نهر أراكواي (بالبرتغالية: Rio Araçuaí‏) نهر في ولاية ميناس جرايس جنوب شرق البرازيل. يتدفق نهر أراكوي عبر وادي جيكوي تينهونها في الشمال الشرقي من ميناس جيرايس، عبر بلدة أراكوي (أراسواي بالبرتغالية)، التي يأخذ منها النهر اسمه. وهو رافد لنهر نهرجيكوي تينهونها الذي يتدفق جنوبًا من الضفة اليمنى. يقع التقاء النهر في 16°45′45″S 42°0′32″W / 16.76250°S 42.00889°W، وتشمل روافد نهر غرافاتا، نهر سيتوبال، نهر كابيفارا ونهر فانادو ونهر ايتمارانديبا.

## وادي النهر
وفقًا لـ مؤسسة جواو بينيرو (FJP)، وهي وكالة تابعة لحكومة ولاية ميناس جيرايس، والتي تتحمل مسؤولية تقديم خدمات الدعم الفني لأمانة الدولة للتخطيط والإدارة وأنظمة تشغيل الولاية الأخرى، ينبع نهر أراكواي في منطقة السناتور موديستينو غونسالفيس وينضم إلى نهر جيكويتينهونها في منطقة أراكوي بالقرب من بلدة أراكوي، بعد قطع مسافة 319.2 كيلومترًا (198.3 ميل) من مصدره. يشمل حوض النهر 498 هكتارًا (1230 فدانًا) لمحطة ماتا دوس أوسينتس البيئية، وهي وحدة حماية محمية بالكامل.
يشتهر وادي نهر أراكواي بالمستوطنات التي تم إنشاؤها خلال فترة اندفاع الذهب في أوائل القرن الثامن عشر، تم استغلال مناجم الذهب بالكامل واستنفادها في الوديان بحلول ثلاثينيات القرن الثامن عشر، وحصلت المنتجات الزراعية على دفعة من زراعة الذرة والقطن. كما تطورت تربية الماشية في المزارع كاحتياجات قوت أساسية للناس. ومع ذلك، في القرن التاسع عشر، أصبحت أراكواي واحدة من أهم مناطق إنتاج القطن في المنطقة الشمالية من ولاية ميناس وكانت إحدى قواعد الإمداد الرئيسية لعدد من مصانع القطن التي تم تأسيسها بحلول عام 1868 بمبادرة من الأخوين ماسيرنهاس، ليس فقط في المنطقة البلدية، ولكن في العديد من المقاطعات البلدية الأخرى القريبة من مناطق إنتاج القطن.
يعد وادي نهر أراكواي جزءًا من إحدى المقاطعات الأربع في شمال شرق ولاية ميناس جيرايس (التي تعتبر مهدًا للموارد المعدنية، حيث تمتلك أكبر مصدر للبيغماتيت في البرازيل) حيث توجد رواسب كبيرة من الأكوامارين، أحد مستودعات الأحجار الكريمة الثمينة في البرازيل. تم تحديد المنطقة على طول مجرى نهر أراكوي في الشمال وروافده الجنوبية في الجنوب. تم استغلال الرواسب الأولية والثانوية بالكامل في بعض المناجم المعروفة التي تحيط ببلدة أراكواي الصغيرة (في وسط مقاطعة ميناس جيرايس)، وعلى الرغم من وجود المناجم الغنية، لم تتطور مدينة أراكواي الريفية، الواقعة في وادي جيكويتينهاونها الأعلى، وتعتبر أفقر جزء من «تشابهها الاجتماعي والاقتصادي مع المنطقة شبه القاحلة شمال شرق البرازيل».
تسبب نهر أراكواي في فيضانات شديدة في عام 1928، مما أدى إلى إلحاق أضرار بمعظم المباني والقصور على طول نهره. ومع ذلك، فإن هناك معالم أثرية وقصور قديمة نجت من دمار الفيضانات.

## موارد المياه
يجري تنفيذ نظام لإدارة المياه، يتوخى توفير خدمات إمدادات المياه والصرف الصحي لمدينتي أراكوا وكاربونيتا. بموجب هذه الخطة، الممولة من البنك الدولي، بقرض قيمته 198 مليون دولار أمريكي مع 20٪ أموال مطابقة مشتركة بين بلديتي المدينة المعنيين، تم اقتراح الخزانات وشبكة التوزيع لصالح 47.000 نسمة في المدينتين مع مرافق الصرف الصحي. سهلت IGAM ، هيئة إدارة المياه في ولاية ميناس جيرايس، هذا المشروع على النهر، من نوفمبر 2002.

### تطوير الطاقة
في عام 1990، ورد أنه تم إنفاق 50 مليون دولار على مجموعتين من المولدات الكهربائية لسد سانتا ريتا على نهر أراكواي، بهدف توليد 75 ميغاواط.